# Кокки
Ко́кки (от др.-греч. κόκκος «зерно») — бактерии шаровидной формы. Различают абсолютно круглые и слегка вытянутые по форме бактерии.
После деления клетки образуют в зависимости от стадии деления структуры, которые являются типичными для определённых видов кокков. Различают:
- Монококк: один кокк;
- Стрептококки: сложенные в форме цепочки (напр. энтерококки, пептострептококки);
- Диплококки: сложенные парами (напр. пневмококки, Neisseria);
- Тетракокки: сложенные вместе 4 клетки;
- Сарцины: сложенные вместе 8 и более клеток;
- Стафилококки: клетки сложенные «виноградными гроздьями» или хаотично (напр. микрококки, пептококки).